# Sportplatz Rheinau
Het Sportplatz Rheinau is een voetbalstadion in de Liechtensteinse gemeente Balzers. Het is het thuisstadion van de voetbalclub FC Balzers. Het heeft een capaciteit van ongeveer 2.500 personen, waarmee het na het Rheinparkstadion in Vaduz het grootste van het land is.